# Teddy Kollek
Theodor "Teddy" Kollek (Nagyvázsony, 27 de maio de 1911 – Jerusalém, 2 de janeiro de 2007) foi um político de Israel, prefeito de Jerusalém entre os anos de 1965 e 1993.

## Biografia
Político israelense que serviu como prefeito de Jerusalém de 1965 a 1993 e fundador da Fundação Jerusalém. Kollek foi reeleito cinco vezes, em 1969, 1973, 1978 , 1983 e 1989. Depois de concorrer relutantemente para um sétimo mandato em 1993, aos 82 anos, ele perdeu para o candidato do Likud e futuro primeiro-ministro de Israel Ehud Olmert.
Durante seu mandato, Jerusalém tornou-se uma cidade moderna, especialmente após sua reunificação em 1967. Ele já foi chamado de "o maior construtor de Jerusalém desde Herodes".
Morreu aos 95 anos de idade no dia 2 de Janeiro de 2007. Foi sepultado no Mount Herzl em Jerusalém.

## Serviços de inteligência

### A "Temporada de Caça"
Em 1942 Kollek foi nomeado vice-chefe de inteligência da Agência Judaica. Entre janeiro de 1945 e maio de 1946, ele foi o principal oficial de ligação externa da Agência em Jerusalém e esteve em contato com o principal representante do MI5, bem como com membros da Inteligência Militar Britânica. Na década de 1940, em nome da Agência Judaica (Sochnut) e como parte da "Temporada de Caça" ou "Saison", Teddy Kollek foi a pessoa de contato da Agência Judaica com o Mandato Britânico do MI5, fornecendo informações contra a direita Grupos subterrâneos judeus Irgun e  Lehi (conhecidos como "Stern Gang"). Ele sucedeu Reuven Zaslani e precedeu Zeev Sherf nesta função, e estava realizando a Agência Judaica. Em 10 de agosto de 1945, ele revelou ao MI5 a localização de um campo de treinamento secreto do Irgun perto de Binyamina. Vinte e sete membros do Irgun foram presos no ataque que se seguiu.

### Segunda Guerra Mundial
Durante a Segunda Guerra Mundial, Kollek tentou representar os interesses judaicos na Europa em nome da Agência Judaica.

### Cooperação com os EUA
Em 1947-48, ele representou a Haganah em Washington, onde ajudou na aquisição de munição para o então incipiente exército de Israel.
Kollek foi uma figura chave na criação de uma aliança entre o Mossad e a CIA  durante as décadas de 1940 e 1950.

## Na política nacional
Kollek tornou-se um aliado próximo de David Ben-Gurion , servindo nos governos deste a partir de 1952 como diretor-geral do gabinete do primeiro-ministro.